# Park Sie-young
Park Sie-young (kor. 박시영; * 3. Juni 1999) ist ein südkoreanischer Sprinter.

## Sportliche Laufbahn
Erste internationale Erfahrungen sammelte Park Sie-young bei der Sommer-Universiade 2019 in Neapel, bei der er im 100-Meter-Lauf mit 10,66 s in der ersten Runde ausschied und mit der südkoreanischen 4-mal-100-Meter-Staffel in 39,31 s die Bronzemedaille hinter den Teams aus Japan und China gewann.

## Persönliche Bestzeiten
- 100 Meter: 10,50 s (+1,7 m/s), 4. Mai 2019 in Chungju
- 200 Meter: 21,25 s (−1,5 m/s), 3. Mai 2019 in Chungju